# 우주 거대구조
우주 거대구조(宇宙巨大構造, large‐scale structure of the cosmos)란 우주에 분포한 은하들이 나타내는 거품 모양의 구조이다. 꾸준한 우주 은하들의 3차원 공간 분포 조사를 통해 밝혀졌다. 빅뱅 이후의 초기 은하들은 무분별하게 퍼져있다가 점차 암흑물질의 중력 영향을 받아 암흑물질 분포와 비슷하게 뭉쳐져 결국 거품 형태가 되었음이 밝혀졌다. 거품 안의 빈 공간은 거시공동이라고 한다.

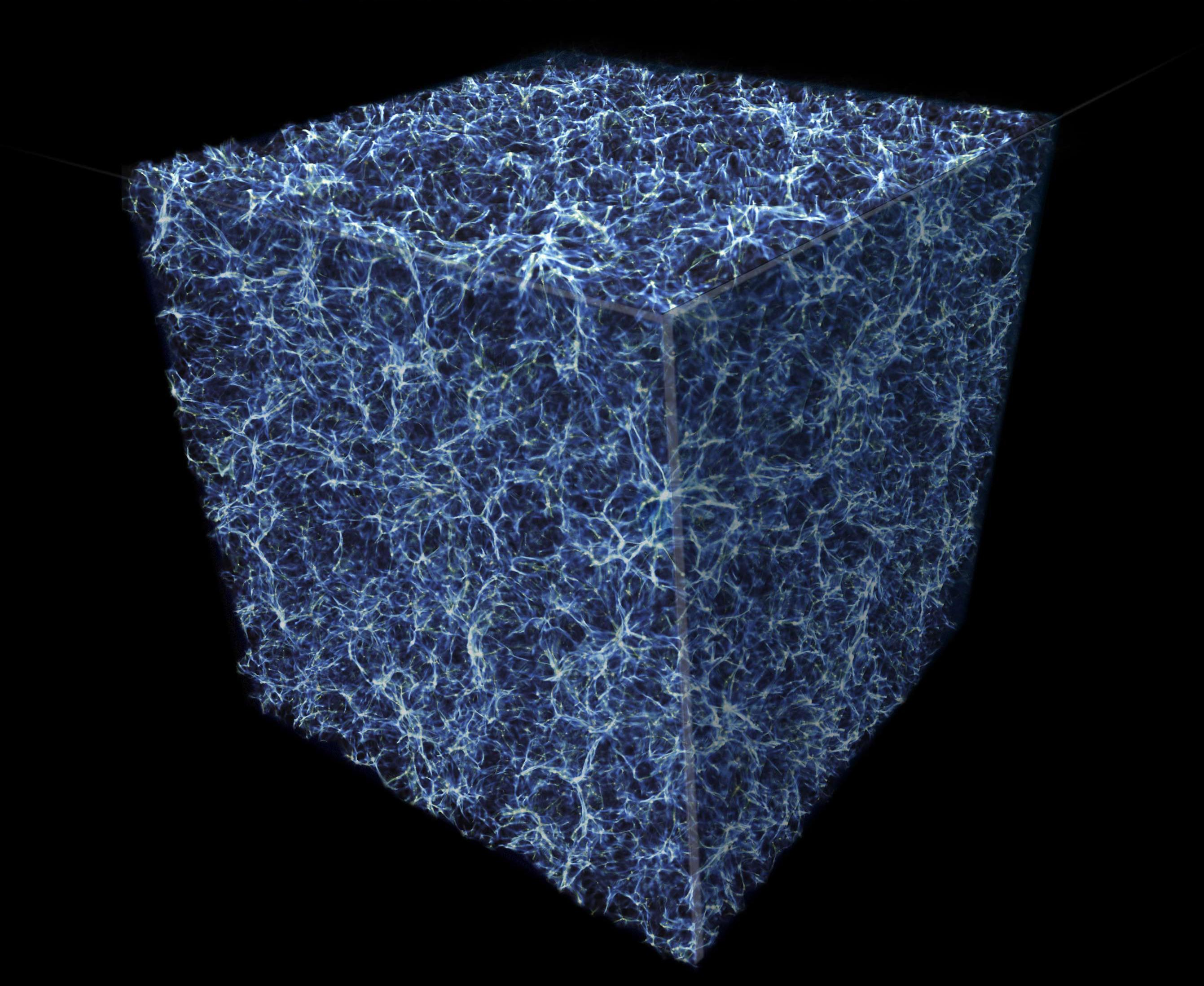
우주 거대구조의 거품들
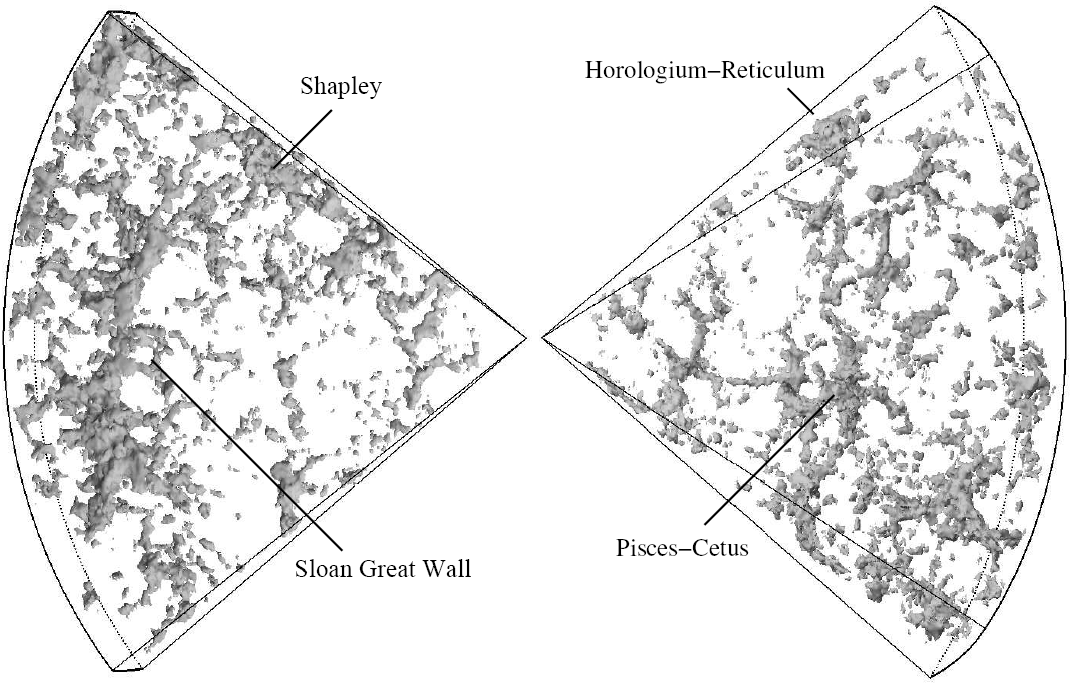
지구에서 관측되는 우주의 분포

전파, 특히 21cm 방출선을 비롯한 다양한 전자기파 파장대로 하늘을 탐색한 결과 우주의 구조와 성질에 대한 많은 정보를 얻을 수 있었다. 관측 결과, 우주의 구조는 초은하단과 은하 필라멘트 규모까지 위계적으로 조성된 것이 드러났다. 그러나 이보다 더 큰 규모(30메가파섹에서 200메가파섹 사이)에서는 더 이상 특별한 구조가 관측되지 않는데, 이를 두고 '거대함의 종말(End of Greatness)'이라고도 한다.

## 우주 구조의 구성

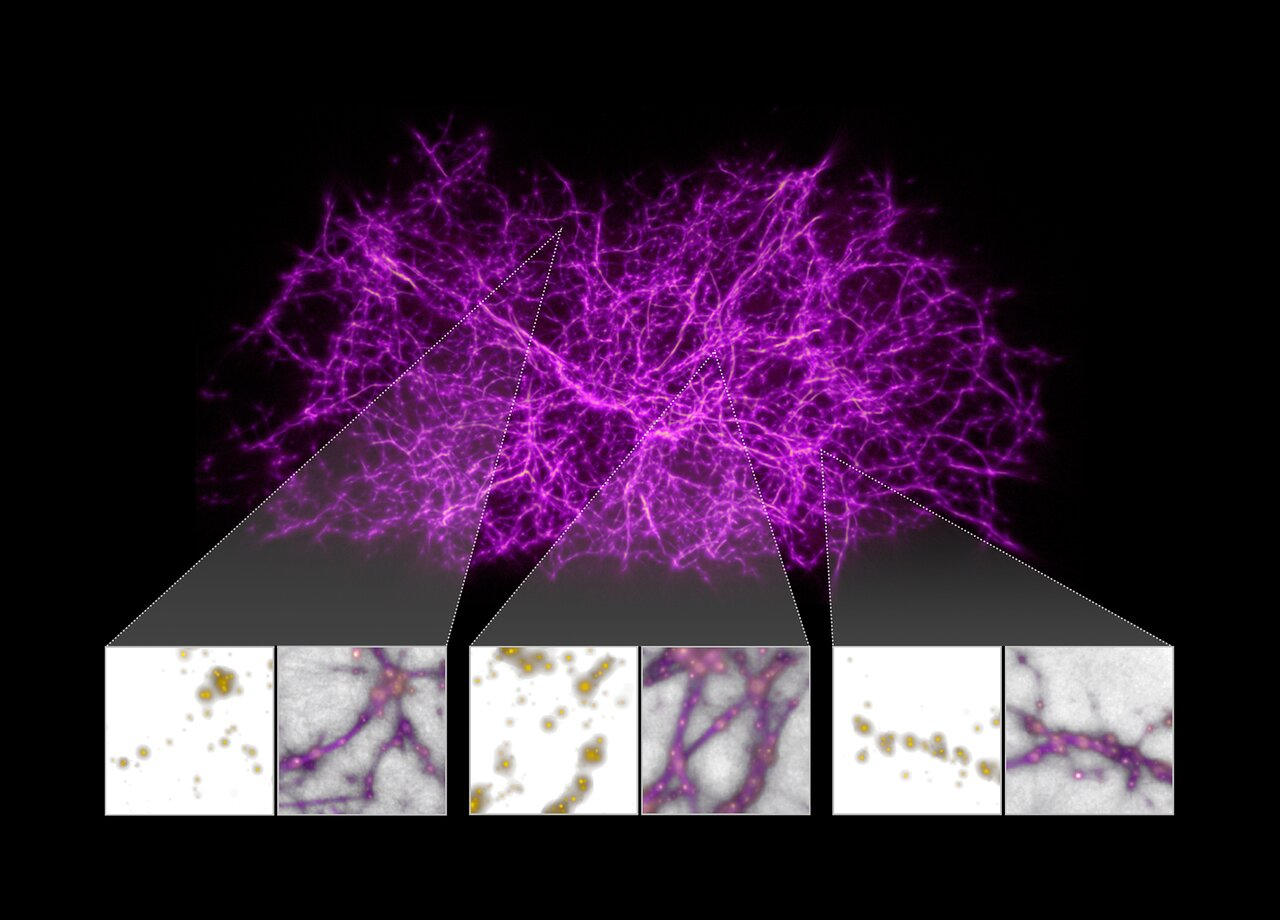
점균류 생물의 행동에 영감을 받은 알고리즘으로 생성된 우주 거미줄(cosmic web) 지도

우주적 스케일의 구조는 비록 이견은 있지만 항성 수준에서 시작되는 것으로 본다. 그러나 대부분의 우주론자들은 이보다 큰 스케일에서 주로 연구를 진행한다. 별들은 은하로 조직되며, 은하들은 다시 은하군, 은하단, 초은하단, 벽, 우주 필라멘트를 구성한다. 이들은 거시공동으로 서로 구분되어 마치 거대한 거품과 같은 구조가 형성되는데, 이를 '우주 거미줄(cosmic web)'이라고 부르기도 한다. 1989년 이전까지는 중력에 의해 동역학적으로 안정된(비리얼 정리) 은하단이 존재하는 가장 큰 구조로 여겨졌으며, 이들이 우주 전역에 걸쳐 비교적 균일하게 분포한다고 생각되었다. 그러나 1980년대 초반 이후로 점점 더 많은 대규모 구조들이 발견되었다.
1983년, 에이드리언 웹스터는 5개의 퀘이사로 이루어진 거대퀘이사군인 웹스터 LQG(Webster LQG)를 발견하였다. 이는 최초로 확인된 대규모 구조로, 우주 내 물질 집단에 대한 기존 지식을 확장시켰다. 1987년에는 로버트 브렌트 털리(Robert Brent Tully)가 우리 은하가 속해 있는 은하 필라멘트인 물고기자리–고래자리 초은하단 복합체를 발견하였다. 이 구조는 약 10억 광년에 걸쳐 있다. 같은 해, 평균보다 훨씬 낮은 은하 밀도를 가진 비정상적으로 거대한 영역인 거시공동이 발견되었으며, 이는 13억 광년에 달하는 크기를 지닌다. 1989년, 마거릿 겔러(Margaret Geller)와 존 허크라(John Huchra)는 적색편이 탐사(redshift survey) 데이터를 기반으로 CfA2 장성을 발견하였다. 이 장성은 길이 5억 광년, 너비 2억 광년인데 두께는 1,500만 광년에 불과하다. 이 구조가 오랫동안 발견되지 못한 이유는 은하의 위치를 3차원적으로 파악해야 했기 때문인데, 이는 은하의 위치 정보와 적색편이로부터 얻은 거리 정보를 결합해야 가능했다.
2년 후, 천문학자 로저 G. 클로즈(Roger G. Clowes)와 루이스 E. 캄푸사노(Luis E. Campusano)는 클로즈-캄푸사노 LQG를 발견하였다. 이 거대퀘이사군은 가장 넓은 부분이 20억 광년에 달했으며, 발견 당시 우주에서 가장 큰 구조로 알려졌다. 2003년 4월에는 또 다른 대규모 구조인 슬론 장성이 발견되었다. 2007년 8월에는 에리다누스자리에서 초공동으로 추정되는 공간이 탐지되었는데, 우주배경복사의 냉점과 일치했다. 이 초공허는 냉점을 설명할 수 있으나, 그렇게 하기 위해서는 약 10억 광년에 이를 정도로 비정상적으로 커야 하며, 이는 앞서 언급된 거시공동에 필적하는 크기이다.

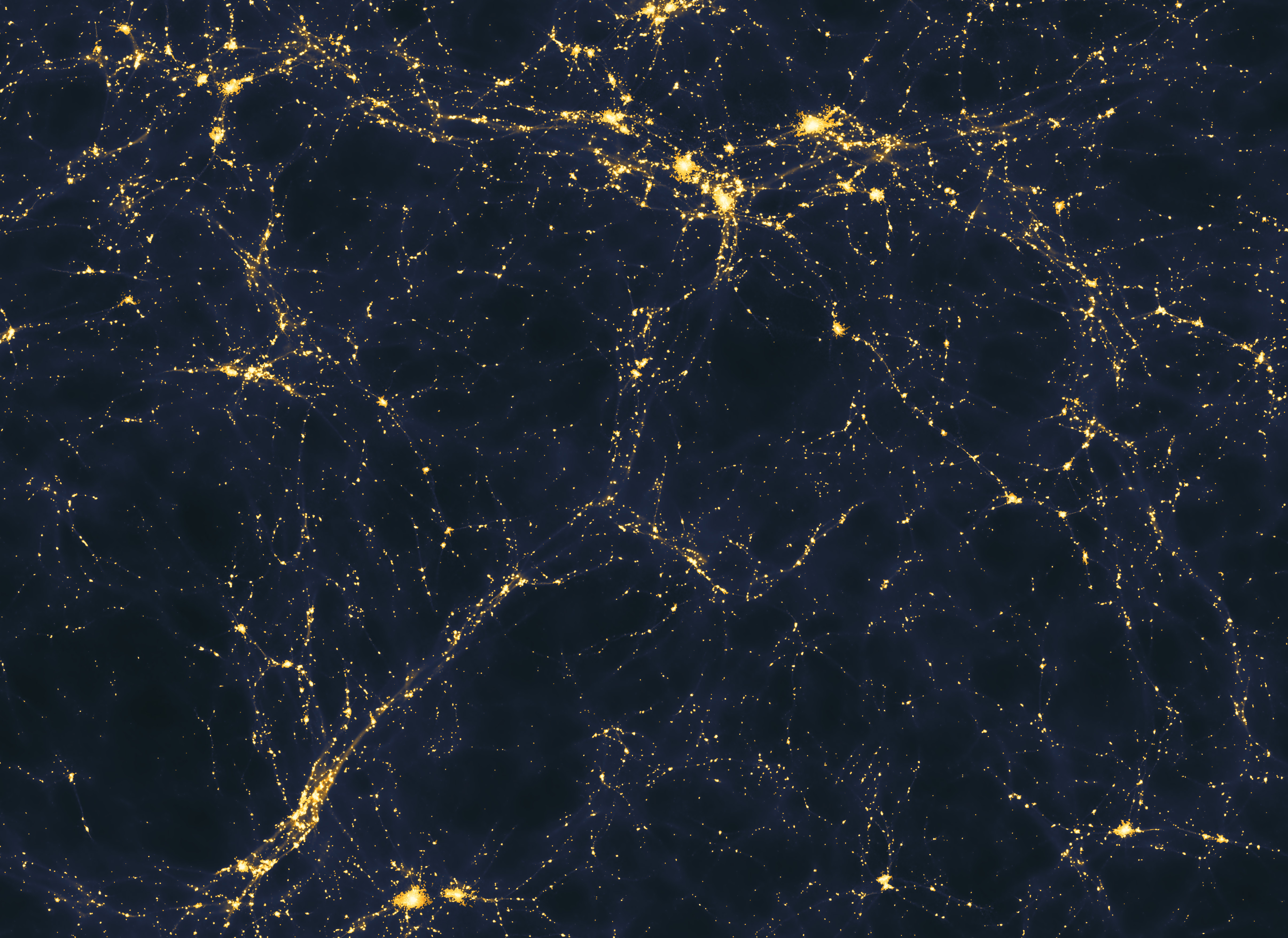
50만 광년 이상에 걸쳐 컴퓨터 시뮬레이션으로 생성된 우주 공간 이미지. 우주 내 광원(은하 및 퀘이사)의 대규모 분포를 보여주나, 두 집단의 정확한 비율은 정확하지 않다.

또 다른 대규모 구조로는 약 2억 광년에 걸쳐 분포하는 은하 및 거대 가스 거품 집합체인 SSA22 원시은하단이 있다.
2011년에는 U1.11이라는 거대퀘이사군이 발견되었으며, 이는 약 25억 광년에 걸쳐 있었다. 2013년 1월 11일에는 또 다른 거대퀘이사군인 Huge-LQG가 발견되었는데, 이는 40억 광년에 달하는 크기로, 당시 알려진 가장 큰 구조였다. 이어 2013년 11월, 천문학자들은 헤라클레스자리-북쪽왕관자리 장성을 발견하였다. 이 구조는 이전까지 알려진 것보다 두 배나 큰 규모였으며, 감마선 폭발 지도를 통해 특정되었다.
2021년, 미국천문학회는 '자이언트 아크(Giant Arc)'를 발견했다고 발표했다. 이는 약 33억 광년에 걸쳐 펼쳐진 초승달 형태의 은하 고리로, 지구에서 약 92억 광년 떨어진 목동자리 방향에서 슬론 디지털 스카이 서베이(Sloan Digital Sky Survey) 관측을 통해 포착되었다.

## 거대함의 종말
거대함의 종말(End of Greatness)은 약 100 메가파섹(약 3억 광년) 규모에서 발견되는 현상이다. 이 규모의 우주에서는 이전까지 관측되던 거대구조들이 우주론적 원리에 따라 균질화되고 등방화된다. 또한 이 규모에서는 무작위적인 프랙탈 구조가 더이상 나타나지 않는다.
이보다 작은 규모에서 관측 가능한 초은하단과 우주 필라멘트들은 거대함의 종말을 맞이한 후에는 마치 무작위적으로 분포하게 되어, 궁극적으로는 우주가 매끄럽게 분포하고 있음을 시각적으로 확인할 수 있다. 이러한 척도가 정확히 관측될 수 있었던 것은 1990년대에 적색편이 관측 조사가 완료된 이후였다.

## 관측

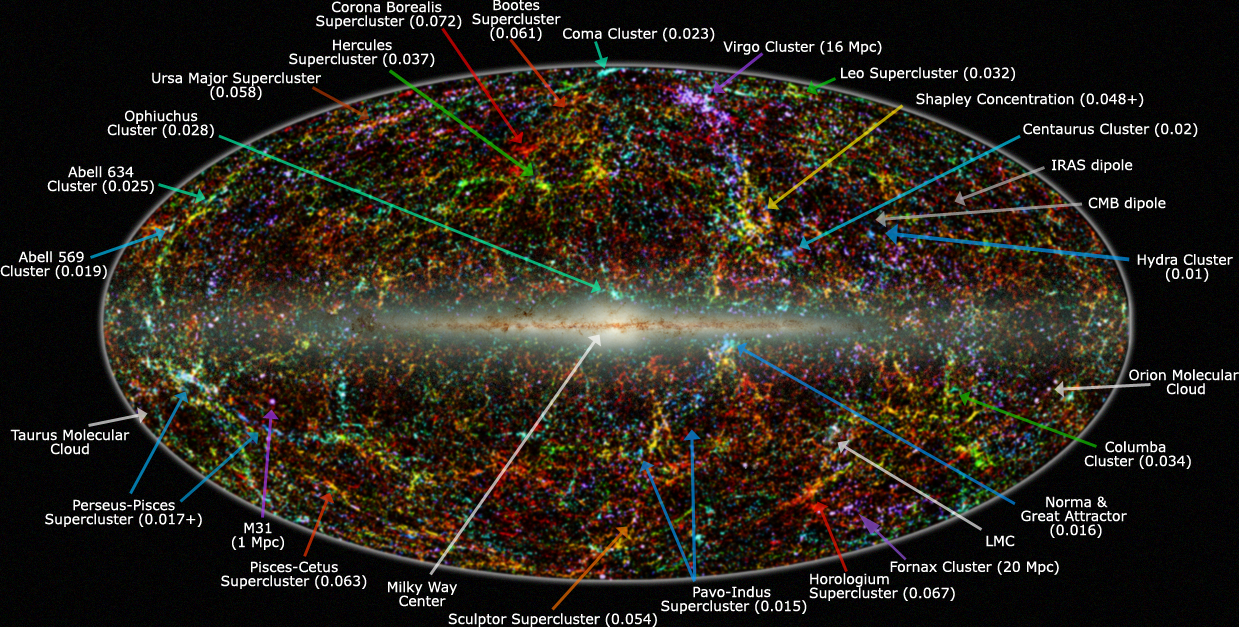
근적외선으로 하늘 전체를 촬영한 파노라마 사진은 은하수 너머 은하들의 분포를 보여준다. 이 이미지는 2MASS 확장 소스 카탈로그(Extended Source Catalog, XSC)의 150만 개 이상의 은하와 점 소스 카탈로그(Point Source Catalog, PSC)의 약 5억 개의 은하수 내 별에서 도출된 것이다. 은하들은 UGC, CfA, Tully NBGC, LCRS, 2dF, 6dFGS, SDSS 관측 조사(및 NASA 외은하 데이터베이스에서 수집된 다양한 관측 결과)에서 얻은 적색편이 정보 또는 K 밴드(2.2 μm) 광도 측정 결과를 바탕으로 색깔로 구분되었다. 파란색은 가장 가까운 천체(z < 0.01), 초록색은 중간 거리(0.01 < z < 0.04), 빨간색은 2MASS가 분해할 수 있는 가장 먼 천체(0.04 < z < 0.1)를 나타낸다. 지도는 은하계 좌표계로 동면적 아이토프(Aitoff) 투영을 사용하여 작성되었으며, 중앙에 은하수가 위치한다."

은하계 사분면(북/남, 1–4)으로 구분된 별자리들과 천구 사분면(NQ/SQ)과의 대략적인 구획을 정리한 그림.

우주거대구조의 또 다른 지표는 '라이먼-알파 숲'이다. 이는 퀘이사에서 방출된 빛의 스펙트럼에 나타나는 일련의 흡수선들로, 은하 사이에 거대한 얇은 막 형태로 가스가 존재함을 시사한다. 이 가스 막들은 필라멘트로 붕괴되며, 필라멘트가 교차하거나 밀집한 지점에서 은하가 성장할 때 이를 공급하는 역할을 한다. 이러한 가스의 우주 거미줄 구조에 대한 초기 직접 증거는 2019년 일본 리켄 개척연구 클러스터(RIKEN Cluster for Pioneering Research)와 영국 더럼 대학교의 천문학자들이, 은하군이 형성 중인 집단 주위를 둘러싸며 라이먼-알파 방출을 통해 발광하는 가스를 탐지한 것이다.
2021년, 프랑스 리옹 천체물리학 연구소(Centre de Recherche Astrophysique de Lyon)의 롤랑 바콩(Roland Bacon)이 이끄는 국제 연구팀은, 질량이 큰 구조가 밀집한 영역이 아닌, 필라멘트 환경에서 z=3.1~4.5 구간의 적색편이를 가진 여러 우주 거미줄 필라멘트들을 따라 확장된 희박한 라이먼-알파 방출을 최초로 관측했다고 보고하였다. 관측된 필라멘트들은 우주의 팽창을 감안한 척도로는 2.5~4 코모빙 메가파섹(cMpc, comoving megaparsecs) 규모였다.
우주 규모의 구조는 실제 형태와 그것의 관측이 서로 일치하지 않는 경우가 있다. 일례로 중력렌즈 효과로 인해 앞쪽에 있는 천체가 주변 시공간을 휘게 하여 지나가는 빛을 굴절시키면, 이미지가 실제 위치와 다른 방향에서 오는 것처럼 보일 수 있다. 강한 중력렌즈는 먼 은하를 확대하여 탐지하기 쉽게 만들 수 있으며, 약한 중력렌즈도 전체 대규모 구조를 미묘하게 변화시킨다.
또한, 은하까지의 거리를 적색편이만으로 측정할 경우 대규모 구조가 다르게 보인다. 예를 들어, 은하단 뒤쪽에 있는 은하들은 은하단의 중력에 끌려와 청색편이를 나타내고, 앞쪽에 있는 은하들은 적색편이를 보인다. 그 결과, 적색편이를 기준으로 거리를 측정하면 은하단 주변 환경이 찌그러진 것처럼 보인다. 반대로, 이미 은하단 안에 있는 은하들은 무작위 운동을 하고 있어, 이 운동이 적색편이에 반영되면 은하단이 지구를 향해 뻗은 긴 사슬처럼 보이게 된다. 이를 '신의 손가락'(finger of God) 현상이라고 부른다.